# Charlie Trout
Charles Trout (Nottingham, 20 de abril de 1985) es un exfutbolista y entrenador británico-estadounidense. Actualmente dirige a la selección de Puerto Rico.

## Primeros años
Trout nació de un padre constructor y una madre camarera.

## Educación
Trout asistió a la Universidad de Illinois en Chicago en los Estados Unidos, donde fue considerado uno de los jugadores más importantes del equipo de fútbol.

## Carrera como Futbolista
Trout jugó para el equipo inglés Lincoln City.

## Carrera gerencial
Trout dirigió la selección nacional de fútbol de Puerto Rico , donde se describió que "el equipo puertorriqueño cumplió a cabalidad y de manera disciplinada con la disposición táctica establecida por el entrenador Charlie Trout. Esto permitió que el equipo fuera agresivo, que sabía lo que estaba en juego y no hizo ningún esfuerzo menor en el campo".

## Estilo de juego
Trout operaba principalmente como mediocampista.

## Vida personal
Trout se mudó a los Estados Unidos a la edad de veintidós años.